# Route nationale 90a
Die Route nationale 90A, kurz N 90A oder RN 90A, war eine französische Nationalstraße, die 1855 auf der alten Trasse der N 90 aus militärischen Gründen entstand. Sie verlief parallel zur N 90 zwischen La Buissière und Chapareillan und band dabei das Fort Barraux an. Ihre Länge betrug 9 Kilometer. 1973 wurde sie zur Departementsstraße 590A abgestuft.